# Beszédmegértés
A beszédmegértésnél két nagy szakaszról beszélhetünk: az egyik a hangjelenségek észlelése, amelyek megfelelnek a nyelvi jelek rendszerének; a másik pedig ennek a jelrendszernek az értelmezése (szavak, mondatok, szöveg feldolgozása). A beszédmegértés aktív és komplex folyamat, amelyben nem különülnek el a beszéd értelmes és értelmetlen részei egymástól, valamint a szegmentális és szupraszegmentális összetevők.

## A mentális lexikon
A mentális szótár az a lexikon, amelyben a nyelv szókincse valamilyen elrendezésben megtalálható. Ez az elrendezés lehet ábécésorrend szerinti, vagy fogalmi csoportok, témakörök szerinti. A mentális lexikonban a szavakat többféle szempont szerint rendezzük el. Ilyenek a forma, a nyelvtani szerep, az utalás a világra, a képek és fogalmak, illetve a kapcsolat más szavakkal.

## A beszédmegértési szintek működése
A beszédmegértés három különböző szinten történik:
1. A szavak szintjén
2. A mondatok szintjén
3. A szöveg szintjén

A szavaknak, illetve a mondatoknak a felismerése nem feltétlenül azonos azok megértésével, ugyanis meg tudunk ismételni egy szót, vagy mondatok anélkül is, hogy azt megértettük volna. A szövegértés esetében ez hasonlóan fennáll, ugyanis a szöveg felismerése csupán annyit jelent, hogy az adott szöveg esetleg ismerős számunkra vagy már azonosítottuk. A szövegértés alatt ezzel szemben azt értjük, hogy feldolgoztuk, azaz megértettük a szövegnek az egyes részeit, és az azok között létrejövő összefüggéseket, kapcsolatokat is dekódoltuk. Vagyis elsajátítottuk magát az egész szöveget (szintaktikai, szemantikai, és gondolati szempontból egyaránt).  Azok a kutatók, akik a mondatmegértéssel foglalkoznak, főként egy kérdésre keresik a választ, mégpedig, hogy mi is a nyelvtannak a szerepe ebben a folyamatban. A mondatok megértésének azt a folyamatot nevezzük, amely során a szavakból szószerkezeteket csinálunk, azokhoz mondattani funkciót kapcsolunk, illetve ezeket a struktúrákat szemantikailag is értelmezzük.

## A beszédmegértés modelljei
1. A motoros teória
2. Analízis szintézissel vagy aktív – passzív modell
3. A globális beszédmegértés modellje
4. Bondarko-féle elmélet
5. A hierarchikus beszédmegértési modell

### A motoros teória
Liberman és munkatársai nevéhez köthető ez a modell. Az elmélet szerint együtt kell elemezni a képzési és az akusztikai jegyeket a beszédmegértésben. E felfogás szerint az észlelő rendszer az elhangzottakat úgy dolgozza fel, hogy a saját szervezetnek a beszédképzési folyamataira vezeti vissza a hallott beszédet.

### Analízis szintézissel vagy aktív – passzív modell
Stevens és munkatársai alkották meg ezt a modellt. Az elmélet alapja, hogy a hallgató az észlelt beszédhangokat újraalkotja saját maga számára. A belső artikulációs rendszerrel generálja az egyes beszédhangokat a hallgató, miközben hallgatja a beszédet. Ha a beszélő hangjelenségei megegyeznek a hallgató által újra megalkotott beszédhangokkal, akkor beszélhetünk a megértésről.

### A globális beszédmegértés modellje
Az összes többi modellnél kiválóbb ez az elmélet, legalábbis a folyamatos beszédfelismerés és értelmezés tekintetében. Az elmélet szerint a megértés globálisan történik, nem pedig az egymást követő szavak felismeréséből és összekapcsolásából. Kiemelt szerepet kap az intonáció ebben a modellben. Nem beszélhetünk ebben az esetben a különböző szintek működéséről, ugyanis az asszociációs mezők szinte azonnal aktiválódnak.

### Bondarko-féle elmélet
Ebben a modellben a különböző szintek (hallási, fonetikai, morfológiai, szintaktikai és szemantikai elemzés) hierarchikusan épülnek egymásra, az akusztikai jeltől a tényleges üzenet azonosításáig haladva. A hallási feldolgozás következményeiként sokszoros döntéseket feltételez. Nem elszigetelt akusztikai jegyekre fókuszál, hanem egyidejűleg elemzi, és veti össze egymással a többszörös kulcsokat.

### Hierarchikus beszédmegértési modell
Eszerint az elmélet szerint a megértés fokozatos. Magát a beszédmegértés folyamatát az egyes szintek hierarchikus egymásra épülésével írja le, a bejövő akusztikai jeltől kezdve egészen a jelentésig.